# Арже (Марна)
Арже (фр. Argers) насеље је и општина у североисточној Француској у региону Шампања-Ардени, у департману Марна која припада префектури Сент Манеу.
По подацима из 2011. године у општини је живело 113 становника, а густина насељености је износила 16,21 становника/km². Општина се простире на површини од 6,97 km². Налази се на средњој надморској висини од 140 метара.

## Демографија
| 1962. | 1968. | 1975. | 1982. | 1990. | 1999. | 2011. |
| ----- | ----- | ----- | ----- | ----- | ----- | ----- |
| 89    | 80    | 75    | 86    | 85    | 73    | 113   |

График промене броја становника у току последњих година